# Un'avventura di Scaramuccia
Un'avventura di Scaramuccia è un'opera in due atti di Luigi Ricci, su libretto di Felice Romani. La prima rappresentazione ebbe luogo al Teatro alla Scala di Milano l'8 marzo del 1834.

## Trama

### Atto I
La trama si svolge nella Francia del '600, durante la carriera artistica del commediografo italiano Tiberio Fiorilli, in arte Scaramuccia per la maschera che soleva impersonare. Mentre il pubblico sosta fuori dal teatro proprio durante l'intervallo dell'ultima opera di Scaramuccia, Scaramuccia Eremita, viene cacciato Tomaso, contadino zotico che, credendo di aver visto nel pubblico una fanciulla rapita mesi prima dal padre e di cui lui è stato incaricato di andarne in traccia, ha messo a soqquadro la sala e disturbato il pubblico. Sbuca poco dopo Scaramuccia, che si confronta con i due colleghi e amici Lelio e Domenico: mentre il primo è timoroso del possibile fallimento dello spettacolo, sia il secondo che Scaramuccia sostengono che la carriera del comico è fatta di sua natura di alti e bassi. Partiti Lelio e Domenico, torna Tomaso, e Scaramuccia, udendo la sua storia, giura di aiutarlo. Conduce dunque Tomaso a casa sua, dove incontra Sandrina, fantesca di Scaramuccia originaria del medesimo paesino del contadino, San Quintino, nonché sua antica fidanzata. I due si riconciliano rapidamente, ma vengono sorpresi da Lelio, anch'esso innamorato di Sandrina, che fa una scenata di gelosia, solo per essere cacciato in maniera buffonesca dai due villani. Arriva poco dopo il Contino di Pontigny, un giovane nobile amante del bel sesso, che ha trovato la sua nuova amante in una fanciulla da egli rapito, Elena. Scaramuccia ravvisa nella ragazza colei di cui era in traccia Tomaso, ma, dopo aver tentato invano di persuadere il Contino di restituire la ragazza, decide di non svelargli nulla e di accettare l'invito del nobile presso il suo casino rivolto a lui e alla sua compagnia per celebrare con musica, danze e soprattutto una nuova commedia di Scaramuccia la sua nuova amante. Scaramuccia si appresta dunque a scrivere una lettera al severo zio del Contino, il Visconte di San Vallier, per aiutarlo nell'impresa di recuperare Elena, mentre viene a sapere da Lelio e Domenico che Rosaura, l'amorosa della compagnia, li ha disertati, e che Pulcinella si è rotto una gamba. A sostituirli intervengono prontamente Tomaso e Sandrina, permettendo così lo svolgimento della nuova commedia di Scaramuccia quella sera stessa.

### Atto II
Al casino del Contino, Elena teme che questi l'abbandonerà presto, come ha fatto con numerose altre fanciulle. Giunge il giovane, che la rassicura che il loro amore sarà eterno. Arrivano Scaramuccia e i commedianti, che si dispongono per l'esecuzione della commedia; duranti i preparativi, però, Tomaso accusa Sandrina di fare la civetta con Lelio, e i due si separano scambiandosi insulti vicendevolmente. Poco dopo, nel salone principale, tutti gli invitati aspettano frementi il Contino e la sua bella; non appena questi si presentano, giunge anche il Visconte di San Vallier, che senza dire nulla si presenta al nipote e prende posto fra gli invitati. Si apre la scena sul dramma di Scaramuccia, Il rapimento di Elena, dove Lelio interpreta Paride, Sandrina Elena e Tomaso Menelao, mentre Scaramuccia si piazza nella buca del suggeritore. Dopo alcuni divertenti fraintendimenti fra Scaramuccia, che tenta di suggerire dalla buca, e un impettito Tomaso, questi riconosce in Elena la fanciulla rapita, e le piomba addosso, mentre il Contino, furioso, si accorge di essere stato ingannato, e Scaramuccia gioisce della sua riuscita dei suoi disegni. Subito dopo prende la parola il Visconte, che minaccia il nipote d'essere rinchiuso nella Bastiglia per aver ingannato due zitelle, ovvero Elena e, con sorpresa generale, Sandrina, che si svela, prova una lettera, come una delle tante amanti abbandonate dal Contino. Dapprima questa pretende che il giovane la sposi, ma questi si dichiara pronto, piuttosto, a morire in carcere; dunque impone, sempre pena la prigionia per il libertino, che il Contino sposa all'istante Elena e non ne infanghi l'onore. Quanto a lei stessa, alle rinnovate avances di Tomaso e Lelio, dichiara di volersi godere ancora un po' della sua libertà.

## Struttura musicale
- Sinfonia

### Atto I
- N. 1 - Introduzione e Cavatina di Tomaso Che vi sembra della farsa? - Son Tomaso Scarafaggio (Coro, Tomaso)
- N. 2 - Terzetto fra Scaramuccia, Lelio e Domenico La scena è un mare instabile
- N. 3 - Coro e Cavatina di Sandrina Ma ti par? Sì facil credi - Così nuova del mestiere (Sandrina, Coro)
- N. 4 - Terzetto fra Tomaso, Sandrina e Lelio Così nuova del mestiere
- N. 5 - Cavatina del Contino Mi fa Lelio il brutto muso
- N. 6 - Duetto fra il Contino e Scaramuccia e Finale I Le più leggiadre e amabili - Sì, sì: ho deciso (Contino, Scaramuccia, Lelio, Domenico, Coro, Sandrina, Tomaso)

### Atto II
- N. 7 - Introduzione seconda Perché piangi? In tal maniera (Coro, Elena)
- N. 8 - Aria del Contino Via discaccia, o mia carina (Contino, Elena, Coro)
- N. 9 - Duetto fra Tomaso e Sandrina Se vuoi far la banderuola
- N. 10 - Coro L'avete veduta codesta damina!
- N. 11 - Settimino Quando mi sei vicina (Lelio, Sandrina, Tomaso, Scaramuccia, Contino, Elena, Visconte, Coro)
- N. 12 - Aria Finale di Sandrina In questa carta autentica (Sandrina, Scaramuccia, Tomaso, Contino, Lelio, Visconte, Elena, Coro)